# Celebration (песня Kool & the Gang)
«Celebration» — сингл американской группы Kool & the Gang из альбома Celebrate!, изданный в 1980 году лейблом De-Lite Records.

## О песне
Идея композиции родилась у участника группы Рональда Белла после прочтения главы «Сотворение мира» в Коране. Другие участники, клавишник Kool & the Gang Эрл Тун и Имани Смит привнесли свои идеи в создании песни наравне с остальными членами коллектива. В записи бэк-вокала приняло участие трио Something Sweet.
«Celebration» была успешна в коммерческом плане, и как отмечала рецензент Эми Хэнсон из Allmusic, обеспечила Kool & the Gang возвращение на небывалые высоты.
Сингл стал хитом номером 1, а его тираж составил 2 миллиона экземпляров. Песня возглавила американские хит-парады и достигнула того же результата в чарте Новой Зеландии.
Впоследствии «Celebration» стала универсальным саундтреком для вечеринок на 30 лет, звучала на свадьбах и спортивных мероприятиях, на празднованиях бар-мицвы.

## Список композиций
7" сингл
| №  | Название       | Длительность |
| -- | -------------- | ------------ |
| 1. | «Celebration»  | 3:42         |
| 2. | «Morning Star» | 4:16         |

12" ремикс
| №  | Название                            | Длительность |
| -- | ----------------------------------- | ------------ |
| 1. | «Celebration (S.A.W. Remix)»        | 5:32         |
| 2. | «Rags To Riches»                    | 4:11         |
| 3. | «Celebration (Original 7" Version)» | 3:01         |

## Чарты
| Страна                    | Место |
| ------------------------- | ----- |
| Австралия                 | 33    |
| Бельгия                   | 3     |
| Великобритания            | 7     |
| Германия                  | 17    |
| Ирландия                  | 18    |
| Канада                    | 5     |
| Нидерланды                | 2     |
| Новая Зеландия            | 1     |
| США                       | 1     |
| США. R&B/Hip-Hop Songs    | 1     |
| США. Hot Dance Club Songs | 1     |
| Швейцария                 | 6     |
| Франция                   | 129   |
| Южная Африка              | 2     |

## Сертификации
| Страна         | Организация  | Сертификация |
| -------------- | ------------ | ------------ |
| Великобритания | BPI          | Серебряный   |
| США            | RIAA         | Платиновый   |
| Канада         | Music Canada | Золотой      |

## Участники записи
- Джеймс Джи Ти Тейлор — вокал, композитор
- Роберт «Кул» Белл — бас-гитара, вокал, композитор
- Деннис Рональд Томас — альт-саксофон
- Рональд Натан Белл — саксофон, бэк-вокал, композитор
- Клейдс Чарльз Смит — гитара, композитор
- Роберт Спайк Микенс — труба
- Эрл Юджин Тун — клавишные, вокал, композитор
- Джордж Мелвин Браун — ударные, перкуссия, бэк-вокал, композитор
- Something Sweet — бэк-вокал
- Эумир Деодато — аранжировка, продюсер, композитор